# Libáň
Libáň település Csehországban, a Jičíni járásban. Libáň Rožďalovice, Staré Hrady, Údrnice, Bačalky, Zelenecká Lhota, Bystřice, Dětenice és Kopidlno településekkel határos. Lakosainak száma 1864 fő (2024. január 1.).

## Népesség
A település lakosságának változását az alábbi diagram mutatja:
| Lakosok száma | 2746 | 3106 | 3080 | 2483 | 1896 | 1696 | 1715 | 1764 | 1900 | 1864 |
|               | 1869 | 1890 | 1921 | 1950 | 1980 | 2001 | 2017 | 2019 | 2022 | 2024 |